# Cantone di Bugeat
Il Cantone di Bugeat era una divisione amministrativa dell'arrondissement di Ussel.
A seguito della riforma approvata con decreto del 24 febbraio 2014, che ha avuto attuazione dopo le elezioni dipartimentali del 2015, è stato soppresso.

## Composizione
Comprendeva i comuni di:
- Bonnefond
- Bugeat
- Gourdon-Murat
- Grandsaigne
- Lestards
- Pérols-sur-Vézère
- Pradines
- Saint-Merd-les-Oussines
- Tarnac
- Toy-Viam
- Viam